# Kigo

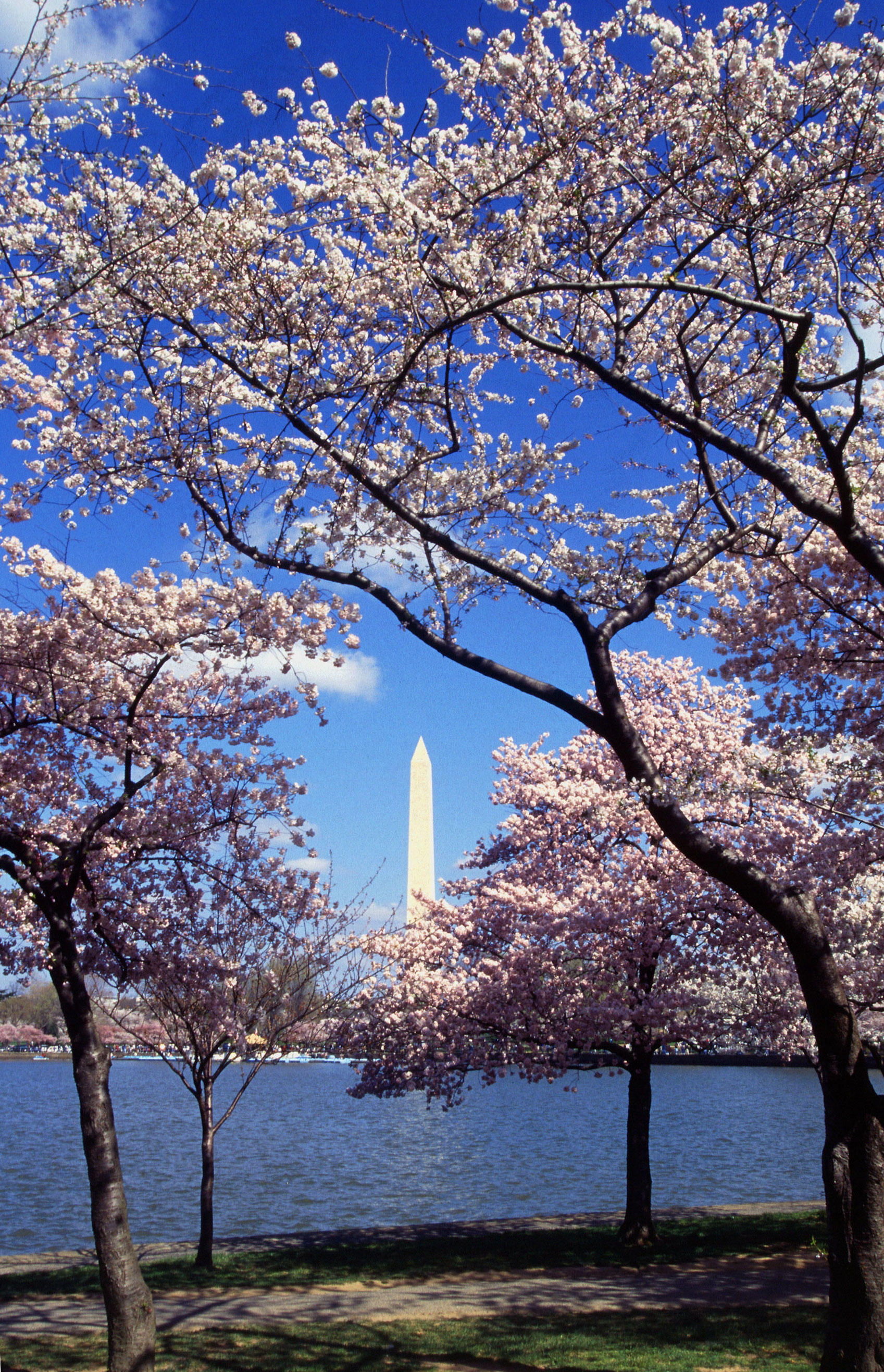
Blühende Kirschbäume aus Japan an einem Wasserbecken in Washington D.C.

Kigo (japanisch 季語 ‚Jahreszeitenwort‘) sind spezielle Wörter oder Phrasen, die in Japan allgemein mit einer bestimmten Jahreszeit in Verbindung gebracht werden. Das erlaubte eine Ökonomie des Ausdrucks, die besonders in den sehr kurzen Formen der japanischen Poesie, die als Hokku bezeichnet werden (später neu gefasst als Haiku), wie auch den längeren Kettenreimen (Renga) wertvoll waren, um die Jahreszeit zu kennzeichnen, in der das Gedicht oder der Vers angesiedelt ist.

## Geschichte der Kigo
Darstellungen der Jahreszeiten und der Bezug auf Jahreszeiten war in der japanischen Kultur und Poesie immer wichtig.
Die erste bekannte Anthologie japanischer Poesie, das Man’yōshū aus der Mitte des 8. Jahrhunderts, hatte mehrere Abschnitte, die sich Gedichten zu den einzelnen Jahreszeiten widmeten.
Zur Zeit der ersten offiziellen Kaiserlichen Japanischen Anthologie, des Kokin-wakashū, anderthalb Jahrhunderte später (905) hatten die Jahreszeitenabschnitte bereits einen viel größeren Anteil an der Anthologie. Diese beiden Sammlungen enthielten aber auch Abschnitte zu anderen Themen, wie Liebesgedichte und „verschiedene“ (zō) Gedichte.
Das Schreiben von Kettenversen (Renga) kam in der Mitte der Heian-Zeit um das Jahr 1000 auf und entwickelte sich während des Mittelalters. Im 13. Jahrhundert gab es bereits sehr strikte Regeln für das Schreiben von Renga, und nach dieser formalen Struktur der Renga sollte etwa die Hälfte der Verse einen Bezug zu einer bestimmten Jahreszeit haben, abhängig von ihrem Platz in dem Renga. Diese Regeln forderten außerdem, das der Hokku (der Startvers des Renga) einen Bezug zu der Jahreszeit beinhalten musste.
Eine freiere Form des Renga, genannt haikai no renga („spielerisch“ verkettete Dichtung) wurde zum Ende des 15. Jahrhunderts eingeführt. So waren Haikai die Versform, die Matsuo Bashō und andere bis zur Meiji-Zeit (1867–1912) nutzten. Um das Ende des 19. Jahrhunderts wurde der Hokku, der Eröffnungsvers, vom Kontext der haikai no renga getrennt und von Masaoka Shiki als eigenständige Form der Poesie geschrieben. Die Form des Hokku wurde dabei überarbeitet, das Kigo jedoch beibehalten. In der Taishō-Zeit (1912–1925) begann eine Bewegung, das Kigo gänzlich fallen zu lassen. Einige zeitgenössische japanische Haiku enthalten daher ein Kigo, andere lassen es aus. Die Mehrzahl der in anderen Sprachen geschriebenen Haiku enthalten kein Kigo.
Entsprechend der herrschenden Lehrmeinung wird im Folgenden der Begriff Hokku für die Form vor der Revision durch Masaoka Shiki und Haiku für die Form nach Shiki verwendet, obwohl die Alltagssprache den Begriff Haiku oft weniger exakt für beide Formen verwendet. Vieles, was sich auf den Gebrauch von Kigo in Haiku bezieht, gilt genauso auch für den Gebrauch in Hokku.

## Kigo und Jahreszeiten

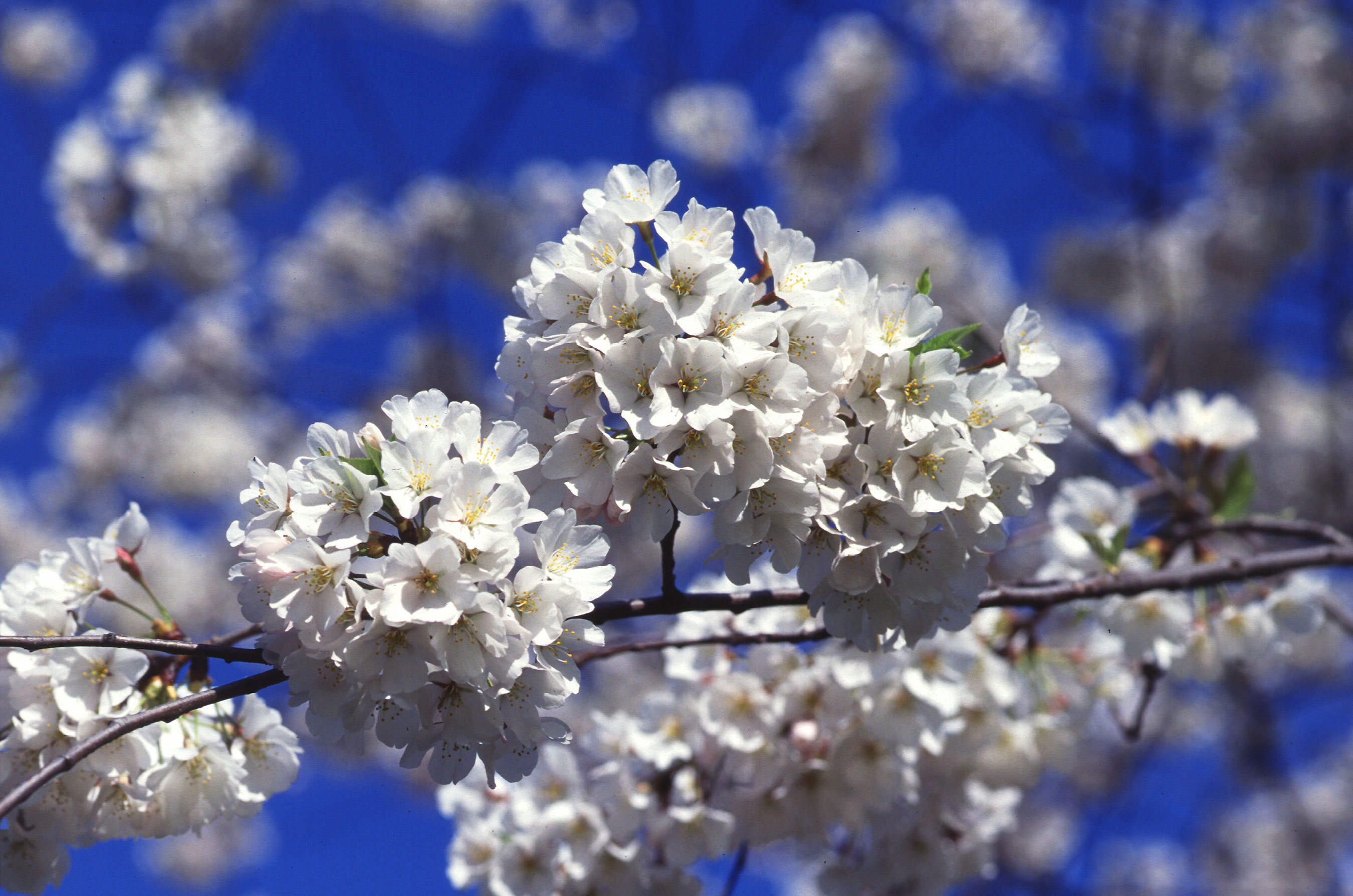
Kirschblüten (Sakura), oft einfach Blüten (hana) genannt, sind ein bekanntes Frühjahrs-Kigo

Kigo sind Worte oder Phrasen, die manchmal einen sehr starken Bezug zu einer Jahreszeit haben, andere haben subtilere Bezüge. Die Kirschblüte ist ein Jahreszeitenwort für den Frühling, der Regen für den Sommer, das Herbstlaub (紅葉, momiji) für den Herbst und der Schnee für den Winter.

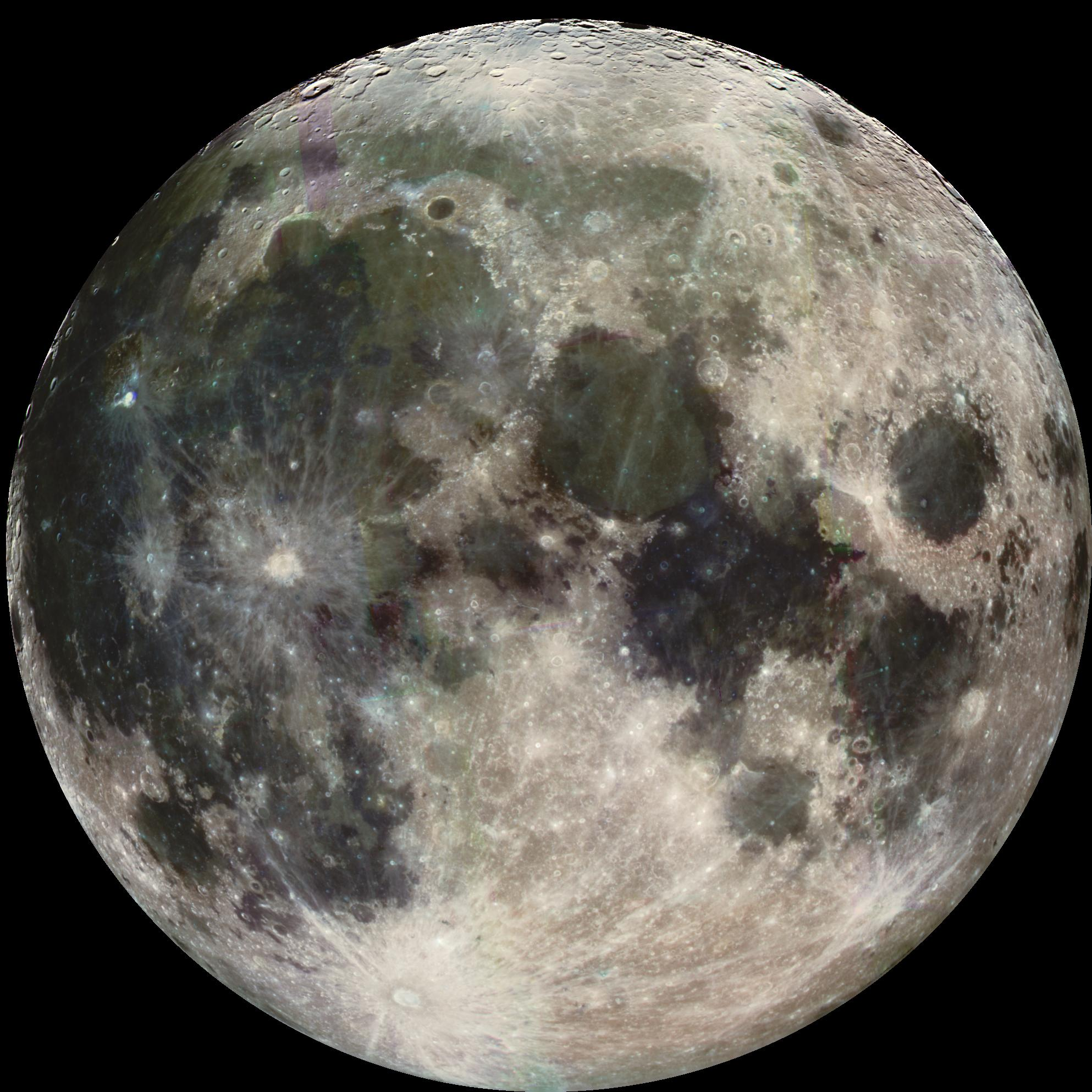
Der Vollmond, Foto der Raumsonde Galileo

Der Mond (tsuki) ist ein Herbst-Kigo, obwohl er das ganze Jahr am Himmel steht. Im Herbst werden die Tage kürzer und die Nächte länger, aber es ist noch immer warm genug, abends im Freien zu bleiben, und so ist es wahrscheinlicher, den Mond zu sehen. Oft ist zu dieser Zeit in Japan die Nacht wolkenlos. Der Herbst ist auch die Zeit, zu der der Vollmond den Bauern hilft, ihre Ernte einzubringen (Siehe auch Erntemond).

## Japanische Jahreszeiten
Im japanischen Kalender folgten die Jahreszeiten traditionell dem lunisolaren Kalender, mit den Sonnenwenden jeweils in der Mitte einer Jahreszeit. Diese Tradition der Zentrierung des Sommers und Winters auf die Sonnenwenden war auch in Europa üblich und Mittsommer fiel mit der Sommersonnenwende zusammen.
Die traditionellen japanischen Jahreszeiten sind:
Frühjahr: 4. Februar bis 5. Mai
Sommer: 6. Mai bis 7. August
Herbst: 8. August bis 6. November
Winter: 7. November bis 3. Februar
Für Kigo wird jede Jahreszeit weiter in eine frühe, mittlere und späte Periode unterteilt, z. B. das Frühjahr in:
Zeitiges Frühjahr: 4. Februar bis 5. März (Februar)
Mitte des Frühjahrs: 6. März bis 4. April (März)
Spätes Frühjahr: 5. April bis 5. Mai (April)

## Saijiki

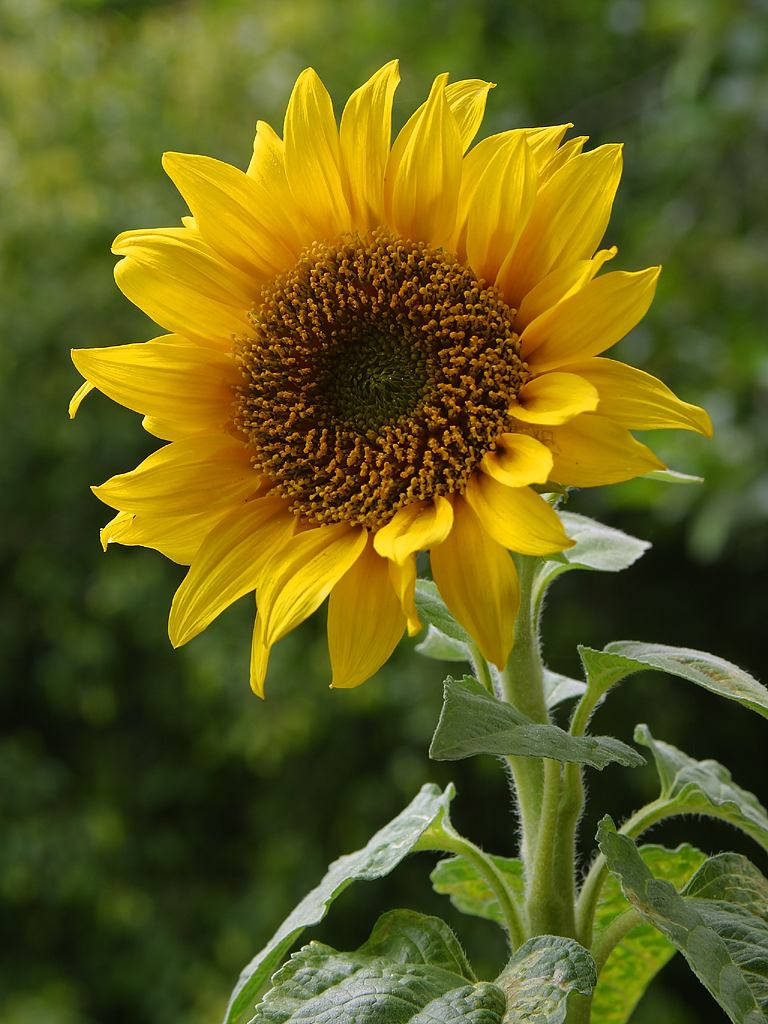
Eine Sonnenblume, ein Sinnbild des Sommers

Japanische Haiku-Dichter verwenden oft ein Buch (Saijiki), das ein Wörterbuch oder Almanach für Kigo ist. Ein Eintrag in einem Saijiki umfasst gewöhnlich eine Beschreibung des Kigo selbst, dazu eine Liste ähnlicher oder verwandter Worte sowie einige wenige Beispiele von Haiku, die dieses Kigo verwenden. Die Saijiki sind in die vier Jahreszeiten unterteilt; moderne Bücher enthalten gewöhnlich einen Abschnitt für das Neujahr und einen anderen Abschnitt für „jahreszeitenlose“ (Muki) Worte. Diese Abschnitte sind wiederum in standardisierte Abschnitte unterteilt, in die die Kigo einsortiert werden. Die häufigsten Kategorien sind (mit einigen Beispielen) für japanische und internationale Sommer-Kigo:
Sommer
- Jahreszeit – Mittsommer; Hundstage
- Himmel – Sonnenuntergang, Regenbogen, die Pleiaden in der Morgendämmerung
- Erde – Wasserfall, Sommerfeld oder Sommerweide (d. h. der Überfluss an Sommerblumen)
- Der Mensch – ein Nickerchen oder eine Siesta, Sushi, Sonnenbad, Nacktheit, Swimmingpool
- Jahrestage – Jahrestag des Atombombenabwurfes (6. August, Dominion Day; 1. Juli in Kanada)
- Tiere – Quallen, Moskitos, Schlangen, Kuckuck
- Pflanzen – Lotusblüte, Orangenblüten, Lilien, Sonnenblume

## Häufige Kigo in japanischen Haiku
Japan erstreckt sich weit von Norden nach Süden, die Merkmale der Jahreszeiten variieren daher je nach Ort. Allgemein orientiert man sich jedoch an Kyōto und seiner Umgebung, da hier das Zentrum der klassischen japanischen Literatur und Hofkultur lag und in der Überzeugung der Kyōtoer immer noch liegt.

### Frühjahr
- Frühjahr (haru) – der Name einer Jahreszeit selbst ist auch ein kigo. Andere Kombinationen sind Frühjahrsbeginn (Haru tatsu), Zeichen des Frühlings (haru meku), Meer im Frühling (haru no umi), der vergangene Frühling (iku haru). Higan des Frühjahrs (春彼岸, haru higan, wörtlich: über die Grenzen dieser Welt), die Wochen um die Winter- (shumbun) und Sommersonnenwende hat für die Buddhisten eine wichtige Bedeutung, die Seelen ihrer verstorbenen Ahnen zu trösten und ihre Gräber zu besuchen.
- Februar (kisaragi oder nigatsu), März (yayoi oder sangatsu) und April (uzuki oder shigatsu). Der dritte Monat (sangatsu) im japanischen Kalender ist in etwa mit dem April des Gregorianischen Kalenders vergleichbar, daher hat Ende des März (sangatsujin) die Bedeutung Ende des Frühlings (haru no hate).
- Wärme (atatakashi oder nurumu) – über das ganze Frühjahr – wenn das Wetter von der winterlichen Kälte umschlägt und man die Erwärmung spürt (auch das Wasser wird warm (mizu nurumu)).
- Frühlingsnebel oder Frühlingsdunst (kasumi) – über das ganze Frühjahr – der tagsüber im Frühjahr auftretende Dunst. Der nächtliche Dunst im Frühjahr, der den Blick auf den Mond verdecken kann, heißt oboro.
- Der erste starke Südwind des Frühjahrs (Haruichiban) wird in modernen Haiku als Kigo verwendet.
- Ume-Blüten – zeitiges Frühjahr
- der Japanseidensänger (uguisu) – zeitiges Frühjahr – der Vogel wird als Beispiel für sanfte Geräusche genannt. Uguisu wurden im Vorwort des Kokinshū genannt. Er wird in frühen japanischen Waka oft mit den Ume-Blüten und dem neuen Wachstum verbunden und wird als Frühjahrsbote angesehen (春告鳥, harutsugedori, wörtl. „Vogel, der die Ankunft des Frühlings verkündet“).
- Kirschblüten (Sakura) und Kirschblüten-Betrachten (hanami) – spätes Frühjahr (April) – für Japaner sind die Kirschblüten ein so bekanntes Thema, dass man bei der Erwähnung von Blüten (hana) in Haiku voraussetzt, dass es sich um Kirschblüten handelt. Das Blüten-Schauen oder Kirschblütenfest ist eine Gelegenheit für Picknicks mit Freunden oder Kollegen.
- Hanamatsuri, das buddhistische Blütenfest, feiert die Geburt des Buddha am 8. April.
- Frösche (kawazu) – gesamter Frühling (Februar–April) – bekannt für ihren lauten Gesang im Frühling
- Lerchen (hibari) – gesamter Frühling – bekannt für ihren Gesang im Flug
- Schwalben (tsubame) – Mitte des Frühlings
- zwitschern (saezuri) – gesamter Frühling – bezieht sich auf das Singen der Singvögel
- Hina-Matsuri – Mädchentag / Puppenfest und Hina („Puppe“) – beziehen sich auf ein traditionelles japanisches Fest für Mädchen am 3. März.

### Sommer

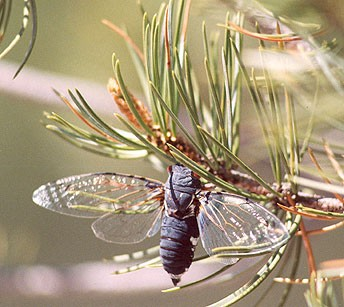
Die Zikade (semi) ist ein bekanntes Kigo für den Spätsommer.

- Sommer (natsu); andere Kombinationen sind der Sommer ist gekommen (natsu kinu), Ende des Sommers (natsu no hate). Sommerferien (natsu yasumi, dies heißt in Japan vor allem Schulferien).
- Mai (satsuki oder gogatsu), Juni (minazuki oder rokugatsu), Juli (fumitsuki oder hazuki)
- heiß (atsushi), Hitze (atsusa) und heißer Tag (atsuki hi); auch alles was mit Hitze in Verbindung gebracht wird, wie Schweiß (ase) und in zeitgenössischen Haiku Klimaanlagen (reibō)
- Wisteria (fuji), Wilde Organgenblüten (hana tachibana), Schwertlilien (ayame) – Frühsommer(Mai)
- Seerosen (hasu oder hachisu) – Hochsommer bis Spätsommer.
- Regenzeit (tsuyu) – die feuchte Jahreszeit beginnt in Japan gewöhnlich Mitte Juni.
- Gackelkuckuck (hototogisu, Cuculus poliocephalus) – ganzer Sommer – Dieser Vogel aus der Kuckucks-Familie ist in Japan bekannt für seinen Gesang
- Zikaden (semi) – Spätsommer (Juli) – bekannt für ihren Gesang
- Tango no sekku ein traditionelles Fest für Jungen am 5. Mai. Siehe Hinamatsuri im Frühjahr für die Mädchen. Festival (matsuri) wird für sommerliche Feste des Shintō verwendet. Traditionell hieß das Fest im Kamo-Schrein in Kyōto so, als Kigo kann es sich auf jedes lokale Shintō-Fest beziehen.

### Herbst

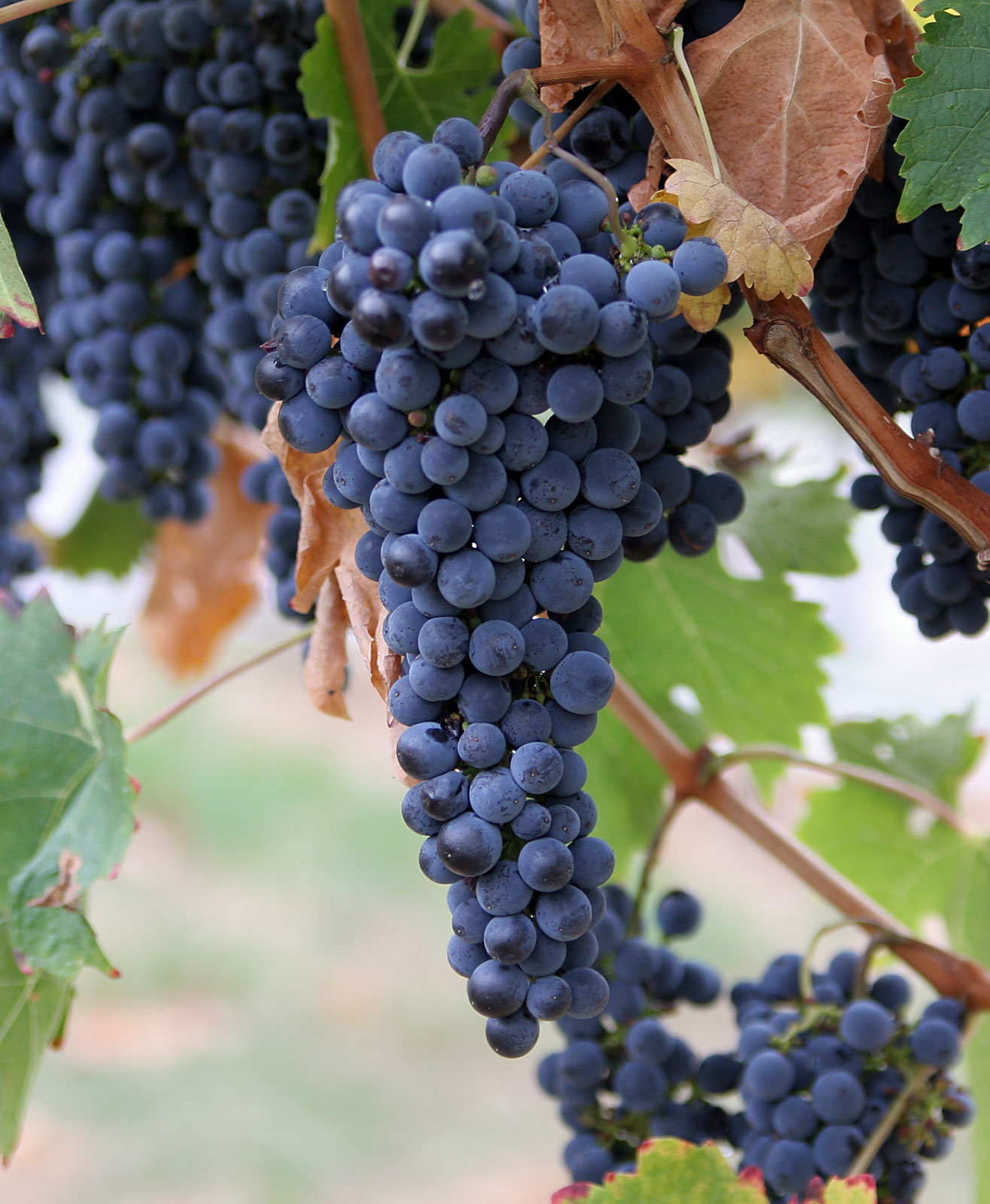
Trauben (budō) sind eine typische Herbstfrucht

- Herbst (aki); Kombinationen sind Der Herbst ist gekommen (aki kinu), der Herbst endet (aki hatsu), der Herbst ist vergangen (iku aki).
- August (hazuki oder hachigazu), September (nagatsuki oder kugatsu) und Oktober (jūgatsu oder kannazuki). Der neunte Monat (kugatsu) im japanischen Kalender entspricht in etwa dem westlichen Oktober und das Ende des September (kugatsujin) ist gleichwertig zum Ende des Herbstes (aki no hate).
- Taifun (taifu oder nowaki), Donner (kaminari)
- Milchstraße (amanogawa, wörtl. Himmelsfluss), da sie in Japan im Herbst am besten zu sehen ist. Sie wird mit Tanabata assoziiert.
- Mond (tsuki) – ganzer Herbst (August–Oktober) und Mond-Betrachten (tsukimi) – Mitte des Herbstes (September) – Mit Mond verbindet man in diesem Zusammenhang den Vollmond im Herbst. (Mondbetrachten und Blätterbetrachten im Herbst sind zusammen mit Schneebetrachten (yukimi) im Winter und Kirschblütenbetrachten im Frühling beliebte Gruppenaktivitäten in Japan.)
- Insekten (mushi), darunter werden hauptsächlich singende Insekten verstanden. Auch Grillen (kōrogi) – ganzer Herbst (August–Oktober).

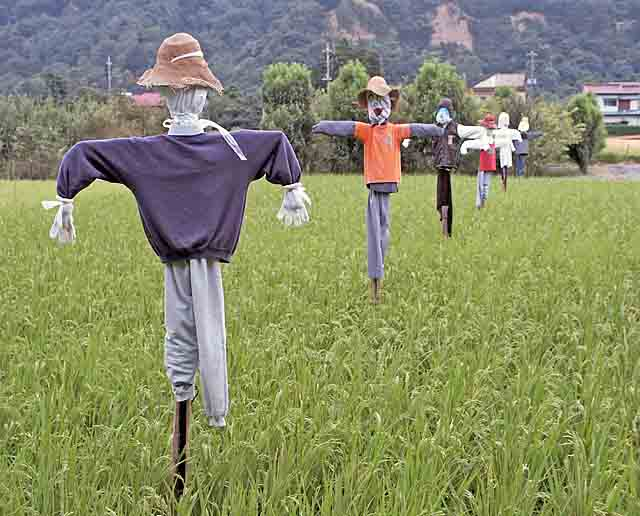
Vogelscheuche in einem Reisfeld im Frühherbst

- Nashi (梨 nashi, eine Birne), Quitten (boke no mi), Pfirsich (momo), Kaki, Apfel (ringo) und Trauben (budō) sind Beispiele von Früchten, die als Herbst-Kigo dienen.
- bunte Blätter (momiji) – Spätherbst (Oktober) – in Kombinationen sehr oft in Haiku zu finden wie z. B. erste gefärbte Blätter (hatsu momiji) – Mitte Herbst, glänzende Blätter  (zōki momiji) – Spätherbst, verfärbende Blätter (usumomiji) Mitte Herbst, Blätter beginnen zu fallen (momoko katsu chiru) – Spätherbst etc. Blätterbetrachten ist eine übliche Gruppenaktivität in Japan.
- Vogelscheuche (kakashi) und Reisernte (inekari) – Reisernte und verwandte Dinge waren und sind für das japanische Leben von besonderer Bedeutung.
- Herbstfest (aki-matsuri) – Das Herbstfest ist hauptsächlich ein Erntedankfest. Andere Feste im Herbst, wie Tanabata (das Fest des Webermädchens und des Hirten im Himmlischen Hof), Grabbesuch (haka mairi), und Obon-Fest, alle im frühen Herbst. Sie alle sind Kigo, wie auch die mit den festen in Verbindung stehenden Verzierungen und Aktivitäten, wie kleine Freudenfeuer (mukae-bi) und Volkstänze (Odori) zum Bon-Fest.

### Winter

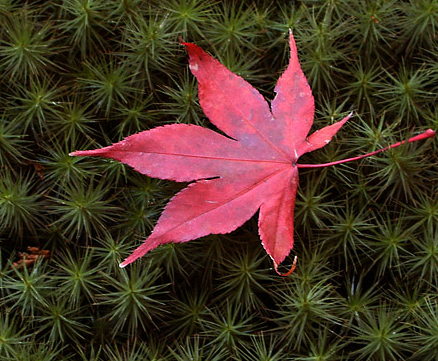
Herabgefallene Blätter (ochiba), ein Symbol des Winters

- Winter (fuyu), Das Wort „Winter“ in einem Haiku ruft im wörtlichen und übertragenen Sinn ein Gefühl des Fröstelns, der Trostlosigkeit und der Zurückgezogenheit hervor.
- November (shimotsuki oder juichigatsu), Dezember (shiwasu oder junigatsu) und Januar (mutsuki oder ichigatsu)
- Kälte (samushi, samusa).
- gefallene Blätter (ochiba) und trockene Blätter (kareha) – ganzer Winter (November–Januar)
- Schneebetrachten (yukimi) – Spätwinter (Januar) – eine beliebte Gruppenaktivität in Japan. Auch erster Schnee (hatsu yuki) – Mitte des Winters, Schnee (yuki) – Spätwinter und Eis (kōri) – Spätwinter.
- Fugu-Suppe (fugujiru), Seeteufel oder Seeteufeleintopf (ankō nabe), Austern (kaki) – in Japan winterliche Gerichte.
- Weihnachten – dies ist ein modernes Kigo, es wurde in der Edo-Zeit nicht verwendet, da das Christentum in Japan verboten war.
- Kalenderverkäufer (koyomiuri) – Vorbereitung auf das neue Jahr.
- Silvesterabend (ōmisoka oder toshi no yo, wörtl. „Ende des Jahres“), und die Silvesterparty (toshiwasure).
- Kan, die Tage vom 5. oder 6. Januar bis zum 4. oder 5. Februar (wörtl: Kälte) – stammen ursprünglich von den 24 chinesischen Jahresabschnitten. Auch Daikan (Große Kälte) am ersten Tag der Kan, oder ein anderer Name für diesen Tag Beginn der Kan-Zeit (kan no iri) sind Kigo.

### Neujahr
Diese Kigo sind eine Erfindung der Neuzeit. Vor der Einführung des Gregorianischen Kalenders im Jahre 1873 lag das japanische Neujahr zu Beginn des Frühlings.
- Japanisches Neujahr (正月, shōgatsu) – wie in vielen anderen Kulturen ist das japanische Neujahr eine wichtige Zeit im Jahr für Festlichkeiten und viele mit ihm verbundene Aktivitäten können als Kigo auftreten, einige davon beginnen mit „Erste“: Erste Sonne (hatsuhi), Erstes Lachen (waraizome) und Erste Kalligraphie (kakizome).
- der Neujahrstag (ganjitsu).
- erster Sperling (hatsu-suzume) – der erste Sperling hilft, das neue Jahr zu begrüßen.
- Neujahrsbräuche: kadomatsu (eine traditionelle Dekoration aus Kiefer und Bambus am Tor des Hauses), otoshidama (Der Brauch, den Kindern Taschengeld zu geben), toso (ein rituell gebrauter Sake, der nur an Neujahr getrunken wird).
- Osechi, traditionelle Neujahrsgerichte wie Zōni-Suppe

## Disput über die Zuordnung der Kigo
Die Umstellung auf den gregorianischen Kalender verursachte viele Veränderungen im Leben in Japan. Da Kigo mit jahreszeitlichen Erscheinungen in Verbindung stehen, haben mehrere moderne Haiku-Dichter versucht, die Konstruktion der Kigo und ihre jahreszeitliche Zuordnung neu zu ordnen. Eine der größten Änderungen war die Einführung des „Neujahr“ als zusätzliche Kategorie von Kigo.
Ein typisches Beispiel ist der Fall von „Tanabata“. Traditionell findet Tanabata am 7. Tag des 7. Monats nach japanischem Kalender statt, also im August des gregorianischen Kalenders. Das Fest wird heute aber an vielen Orten am 7. Juli gefeiert. Nun besteht der Disput, ob Tanabata als Sommer-Kigo passend ist, da es am Sommerende stattfindet, oder nicht, da es früher eher im Herbstanfang lag.

## Kigo und Haiku: Ein Beispiel
In dem nachfolgenden berühmten Hokku von Matsuo Bashō ist „Frosch“ ein Kigo für die Mitte des Frühlings. Es wurden traditionell Hokku über quakende oder sich paarende Frösche geschrieben, aber Bashō konzentrierte sich auf einen ganz anderen Laut:
|  | ふるいけや     |  | Furuike ya      |
|  | かわずとびこむ |  | Kawazu tobikomu |
|  | みずのおと     |  | Mizu no oto     |

Ein alter Teich!
Ein Frosch springt —
der Klang des Wassers.